# Тілугі венесуельський

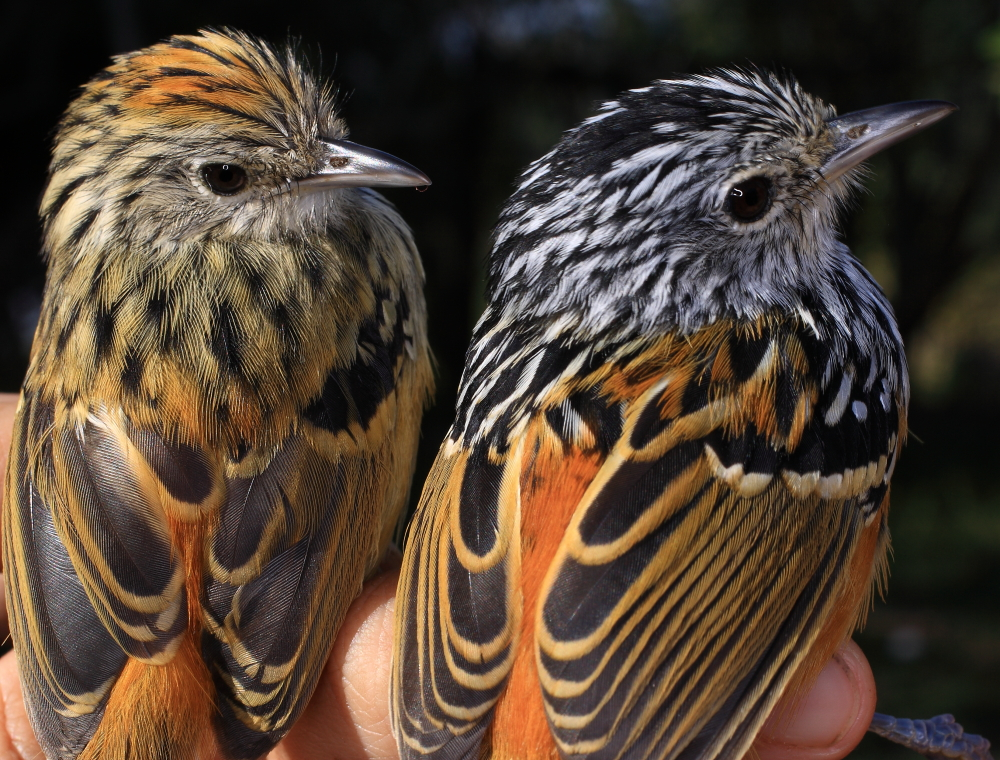
Пара венесуельських тілугі

Тілу́гі венесуельський (Drymophila klagesi) — вид горобцеподібних птахів родини сорокушових (Thamnophilidae). Мешкає в Колумбії і Венесуелі.

## Поширення і екологія
Венесуельські тілугі мешкають в горах Прибережного хребта на півночі Венесуели, в горах Сьєрра-де-Періха на кордоні Колумбії і Венесуели та на східних схилах Анд в Колумбії і Венесуелі. Вони живуть у вологих гірських і рівнинних тропічних лісах та на плантаціях. Зустрічаються на висоті від 800 до 1600 м над рівнем моря.